# Narodowo-Chrześcijańskie Stronnictwo Ludowe

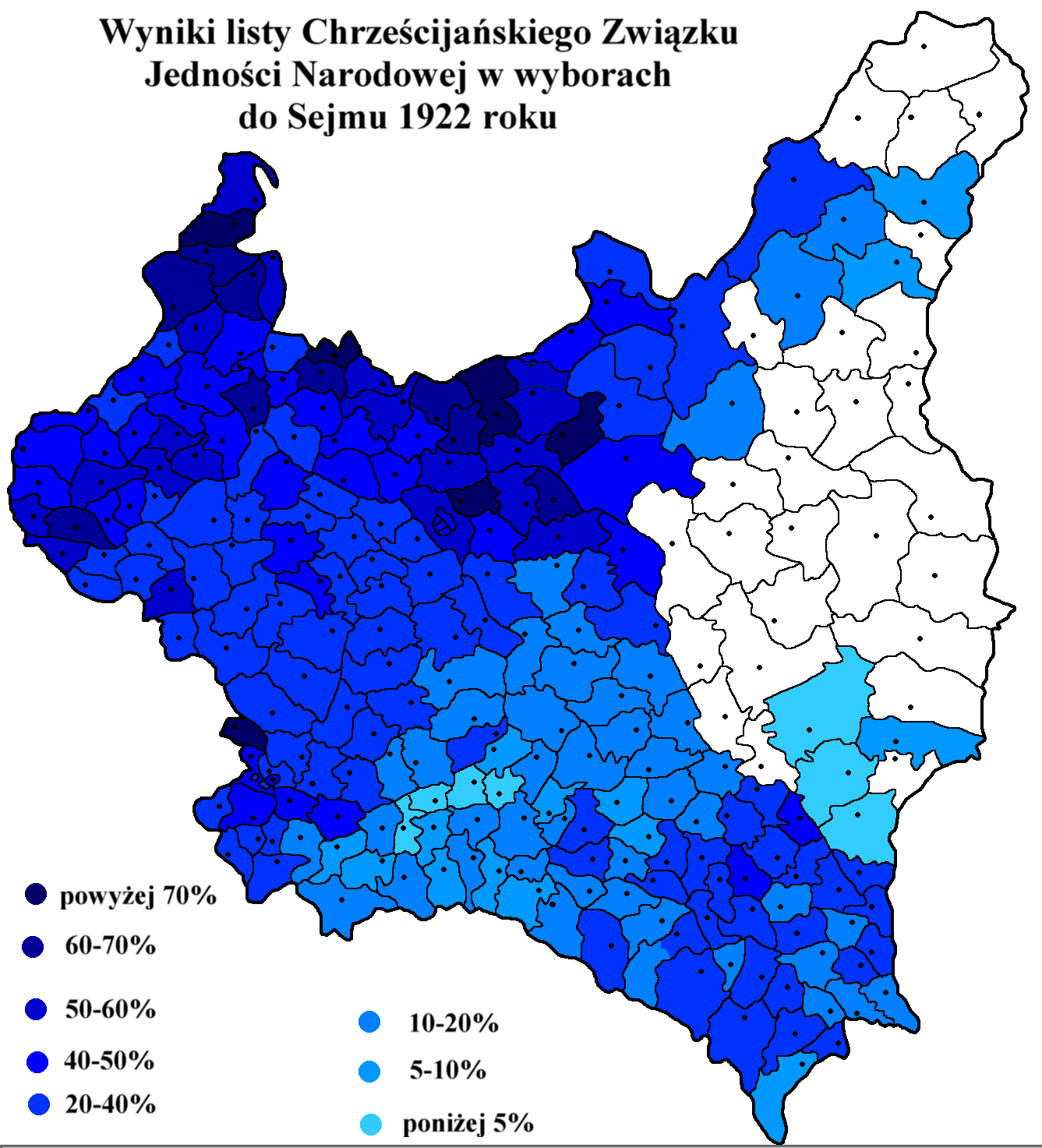
Wyniki listy Chrześcijańskiego Związku Jedności Narodowej w wyborach do Sejmu 1922 roku

Narodowo-Chrześcijańskie Stronnictwo Ludowe (NChSL) – polska konserwatywna partia polityczna, istniejąca w latach 1920–1922.
Partia powstała w wyniku rozłamu, do jakiego doszło w 1920 w Narodowym Zjednoczeniu Ludowym. Prawdopodobnie w lipcu 1921 powstał klub poselski NChSL, który powołała część dotychczasowych posłów Związku Sejmowego Ludowo-Narodowego i Narodowo-Chrześcijańskiego Klubu Robotniczego. Pod koniec kadencji Sejmu Ustawodawczego klub liczył 26 członków (6% wszystkich posłów). Prezesem był Edward Dubanowicz.
16 sierpnia 1922 NChSL weszło w skład Chrześcijańskiego Związku Jedności Narodowej (tzw. Chjeny) wraz ze Związkiem Ludowo-Narodowym, Chrześcijańsko-Narodowym Stronnictwem Pracy i Chrześcijańsko-Narodowym Stronnictwem Rolniczym. Koalicja ta wygrała wybory parlamentarne w 1922. Po wyborach NChSL przekształciło się w Stronnictwo Chrześcijańsko-Narodowe, które podjęło bliską współpracę z ChNSR, powołując w Sejmie wspólny Klub Chrześcijańsko-Narodowy.